# Li Di
Avís: Un artista contemporani nascut el 1963 i vinculat a Alemanya també es diu Li Di. Un altre, és professor de l'Escola Lu Xun de Belles Arts i el seu nom és Di Li Feng.

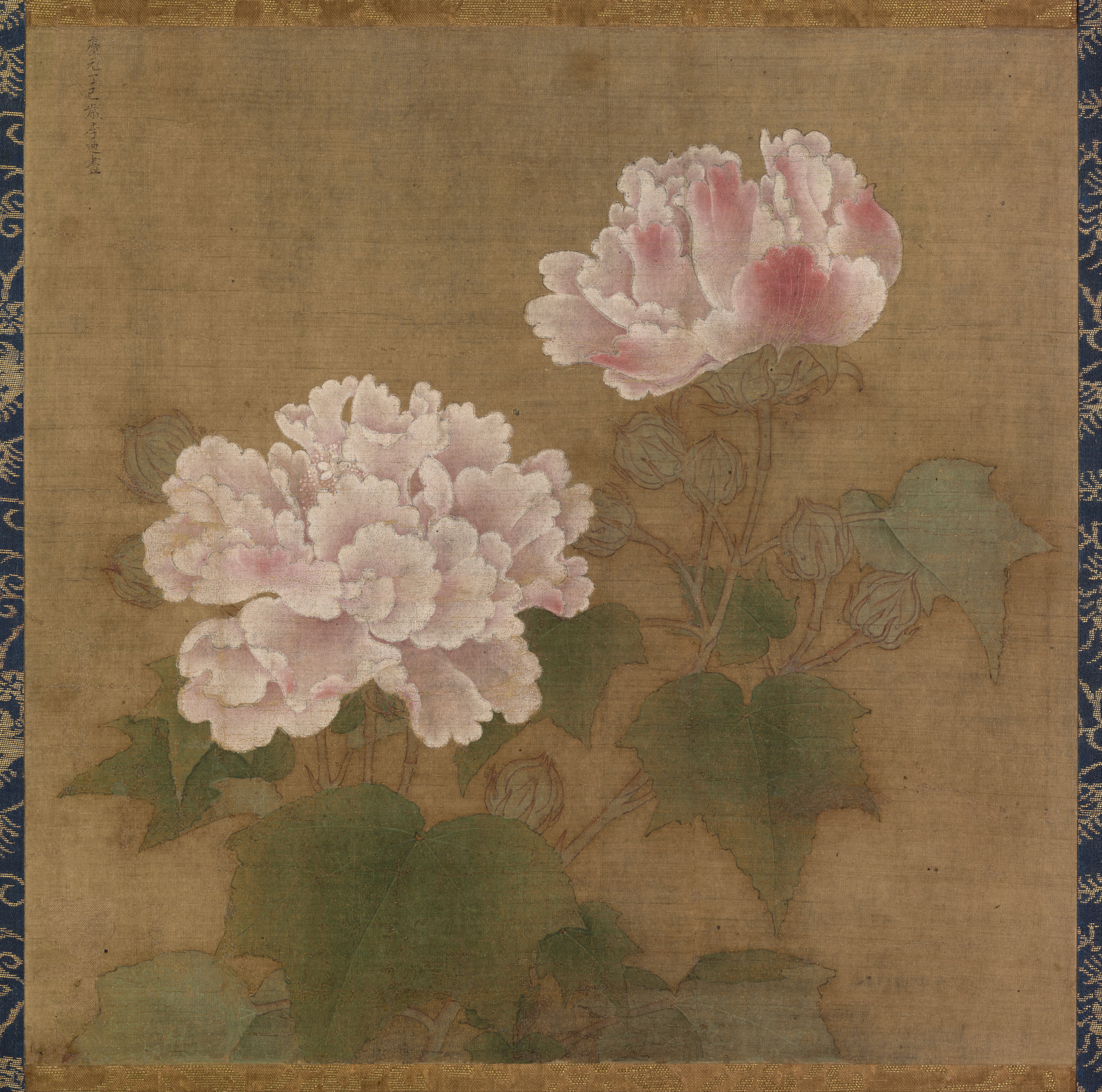
“Flors blanques i vermelles” (Museu Nacional de Tòquio)

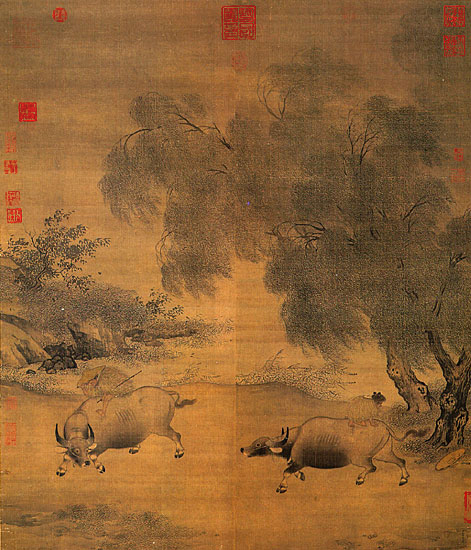
"Ramats de bous tornant a casa amb vent i pluja”

Li Di (xinès simplificat: 李迪; xinès tradicional: 李迪; pinyin: Lǐ Dí) fou un pintor xinès que va viure sota la dinastia Song. Va néixer vers el 1100 a Heyang, actualment comtat de Meng, província de Henan. Va morir després de l'any 1197. Pintor de la cort, va formar part de l'Acadèmia Imperial de Pintura de la dinastia Song del Sud. L'artista Li Demao fou fill seu.
Li va destacar com a pintor de flors, bambús i animals amb moviment (especialment ocells), Entre les seves obres cal mencionar: “Dos ànecs”, realitzada amb tinta i color sobre seda que es troba al Museu del Palau de Pequín, "Ocell en un arbre cobert de neu" i “Flors del cotó blanques i vermelles” (altra de les seves obres mestres que pertany al Museu Nacional de Tòquio). També hi ha pintures seves exposades a Boston (Museu de Belles Arts), Nara (Museu d'Art Japonès Yamato Bunkakan), Xangai i Taipei (Museu Nacional del Palau).